# زارلی زالاپسگی
زارلی زالاپسگی (انگلیسی: Zarley Zalapski; ۲۲ آوریل ۱۹۶۸ – ۱۰ دسامبر ۲۰۱۷) بازیکن هاکی روی یخ اهل کانادا بود.
از باشگاه‌هایی که در آن بازی کرده‌است می‌توان به کلگری فلیمس، فیلادلفیا فلایرز، و مونترآل کانادینز اشاره کرد.